# Grand Prix Hiszpanii 2005
Wyniki Grand Prix Hiszpanii, piątej rundy Mistrzostw Świata Formuły 1 w sezonie 2005.

## Wyniki sesji
| Legenda oznaczeń w tabelach wyników Wyświetl szablon na nowej stronie | Legenda oznaczeń w tabelach wyników Wyświetl szablon na nowej stronie                                                                     |
| Oznaczenie                                                            | Wyjaśnienie |
| --------------------------------------------------------------------- | --- |
| Złoty                                                                 | Zwycięzca lub mistrzostwo |
| Srebrny                                                               | 2. miejsce lub wicemistrzostwo |
| Brązowy                                                               | 3. miejsce lub II wicemistrzostwo |
| Zielony                                                               | Ukończył, punktował (w klasyfikacji generalnej, gdy zdobył co najmniej jeden punkt na przestrzeni sezonu, poza trzema powyższymi opcjami) |
| Niebieski                                                             | Ukończył, nie punktował (w klasyfikacji generalnej, gdy nie zdobył co najmniej jednego punktu na przestrzeni sezonu)                      |
| Czerwony                                                              | Nie zakwalifikował się (NZ) |
| Czerwony                                                              | Nie prekwalifikował się (NPK) |
| Różowy                                                                | Nie ukończył (NU) |
| Różowy                                                                | Niesklasyfikowany (NS) (w klasyfikacji generalnej, gdy nie został sklasyfikowany w żadnym wyścigu sezonu)                                 |
| Czarny                                                                | Zdyskwalifikowany (DK) |
| Czarny                                                                | Wykluczony (WYK/EX) |
| Biały                                                                 | Nie wystartował (NW) |
| Biały                                                                 | Kontuzjowany (K/INJ) |
| Biały                                                                 | Wyścig odwołany (OD/C) |
| Bez koloru                                                            | Został wycofany (WYC/WD) |
| Bez koloru                                                            | Nie przybył (NP/DNA) |
| Bez koloru                                                            | Nie brał udziału w treningach (NT/DNP) |
| Bez koloru                                                            | Nie został zgłoszony (–) |
| Pogrubienie                                                           | Start z pole position |
| Kursywa                                                               | Najszybsze okrążenie wyścigu |
| †                                                                     | Nie ukończył, ale jego rezultat został zaliczony ze względu na przejechanie więcej niż 90% dystansu wyścigu.                              |
| *                                                                     | Sezon w trakcie |
| 1/2/3                                                                 | Punktowana pozycja w sprincie kwalifikacyjnym                                                                                             |
| Lista systemów punktacji Formuły 1                                    | |

### Sesje Treningowe
| Sesja | Nr | Kierowca             | Konstruktor      | Czas     |
| ----- | -- | -------------------- | ---------------- | -------- |
| 1     | 35 | Pedro de la Rosa     | McLaren-Mercedes | 1:15.675 |
| 2     | 35 | Pedro de la Rosa     | McLaren-Mercedes | 1:15.062 |
| 3     | 6  | Giancarlo Fisichella | Renault          | 1:15.605 |
| 4     | 17 | Ralf Schumacher      | Toyota           | 1:14.280 |

### Kwalifikacje, część 1
| P  | Imię i nazwisko      | Kraj            | Nazwa stajni      | Opony       | Okr. | Czas     | Strata   |
| -- | -------------------- | --------------- | ----------------- | ----------- | ---- | -------- | -------- |
| 1  | Jarno Trulli         | Włochy          | Toyota            | Michelin    | 3    | 1:14.795 |          |
| 2  | Fernando Alonso      | Hiszpania       | Renault           | Michelin    | 3    | 1:14.811 | 0:00.016 |
| 3  | Kimi Räikkönen       | Finlandia       | McLaren-Mercedes  | Michelin    | 3    | 1:14.819 | 0:00.024 |
| 4  | Ralf Schumacher      | Niemcy          | Toyota            | Michelin    | 3    | 1:14.870 | 0:00.075 |
| 5  | Nick Heidfeld        | Niemcy          | Williams-BMW      | Michelin    | 3    | 1:15.038 | 0:00.243 |
| 6  | Mark Webber          | Australia       | Williams-BMW      | Michelin    | 3    | 1:15.042 | 0:00.247 |
| 7  | Michael Schumacher   | Niemcy          | Ferrari           | Bridgestone | 3    | 1:15.398 | 0:00.603 |
| 8  | Giancarlo Fisichella | Włochy          | Renault           | Michelin    | 3    | 1:15.601 | 0:00.806 |
| 9  | Rubens Barrichello   | Brazylia        | Ferrari           | Bridgestone | 3    | 1:15.746 | 0:00.951 |
| 10 | David Coulthard      | Wielka Brytania | Red Bull-Cosworth | Michelin    | 3    | 1:15.795 | 0:01.000 |
| 11 | Felipe Massa         | Brazylia        | Sauber-Petronas   | Michelin    | 3    | 1:15.863 | 0:01.068 |
| 12 | Juan Pablo Montoya   | Kolumbia        | McLaren-Mercedes  | Michelin    | 3    | 1:15.902 | 0:01.107 |
| 13 | Vitantonio Liuzzi    | Włochy          | Red Bull-Cosworth | Michelin    | 3    | 1:16.288 | 0:01.493 |
| 14 | Jacques Villeneuve   | Kanada          | Sauber-Petronas   | Michelin    | 3    | 1:16.794 | 0:01.999 |
| 15 | Narain Karthikeyan   | Indie           | Jordan-Toyota     | Bridgestone | 3    | 1:18.557 | 0:03.762 |
| 16 | Tiago Monteiro       | Portugalia      | Jordan-Toyota     | Bridgestone | 3    | 1:19.040 | 0:04.245 |
| 17 | Christijan Albers    | Holandia        | Minardi-Cosworth  | Bridgestone | 3    | 1:19.563 | 0:04.768 |
| 18 | Patrick Friesacher   | Austria         | Minardi-Cosworth  | Bridgestone | 3    | 1:20.306 | 0:05.511 |

### Kwalifikacje, część 2
| P  | Imię i nazwisko      | Kraj            | Nazwa stajni             | Opony       | Okr. | Czas     | Strata   |
| -- | -------------------- | --------------- | ------------------------ | ----------- | ---- | -------- | -------- |
| 1  | Kimi Räikkönen       | Finlandia       | McLaren-Mercedes         | Michelin    | 6    | 2:31.421 |          |
| 2  | Mark Webber          | Australia       | Williams-BMW             | Michelin    | 6    | 2:31.668 | 0:00.247 |
| 3  | Fernando Alonso      | Hiszpania       | Renault                  | Michelin    | 6    | 2:31.691 | 0:00.270 |
| 4  | Ralf Schumacher      | Niemcy          | Toyota                   | Michelin    | 6    | 2:31.917 | 0:00.496 |
| 5  | Jarno Trulli         | Włochy          | Toyota                   | Michelin    | 6    | 2:31.995 | 0:00.574 |
| 6  | Giancarlo Fisichella | Włochy          | Renault                  | Michelin    | 6    | 2:32.830 | 0:01.409 |
| 7  | Juan Pablo Montoya   | Kolumbia        | McLaren-Mercedes         | Michelin    | 6    | 2:33.472 | 0:02.051 |
| 8  | Michael Schumacher   | Niemcy          | Ferrari                  | Bridgestone | 6    | 2:33.551 | 0:02.130 |
| 9  | David Coulthard      | Wielka Brytania | Red Bull Racing-Cosworth | Michelin    | 6    | 2:34.168 | 0:02.747 |
| 10 | Felipe Massa         | Brazylia        | Sauber-Petronas          | Michelin    | 6    | 2:34.224 | 0:02.803 |
| 11 | Vitantonio Liuzzi    | Włochy          | Red Bull Racing-Cosworth | Michelin    | 6    | 2:35.302 | 0:03.881 |
| 12 | Jacques Villeneuve   | Kanada          | Sauber-Petronas          | Michelin    | 6    | 2:36.480 | 0:05.059 |
| 13 | Narain Karthikeyan   | Indie           | Jordan-Toyota            | Bridgestone | 6    | 2:39.268 | 0:07.847 |
| 14 | Tiago Monteiro       | Portugalia      | Jordan-Toyota            | Bridgestone | 6    | 2:39.943 | 0:08.522 |
| 15 | Christijan Albers    | Holandia        | Minardi-Cosworth         | Bridgestone | 6    | 2:41.141 | 0:09.720 |
| 16 | Patrick Friesacher   | Austria         | Minardi-Cosworth         | Bridgestone | 6    | 2:42.759 | 0:11.338 |
| 17 | Nick Heidfeld        | Niemcy          | Williams-BMW             | Michelin    | 3    |          |          |
| 18 | Rubens Barrichello   | Brazylia        | Ferrari                  | Bridgestone | 3    |          |          |

### Wyścig
| P                 | + / –     | Nr | Kierowca             | Konstruktor       | Opony | Okr. | Czas / Strata | Komentarz       |
| ----------------- | --------- | -- | -------------------- | ----------------- | ----- | ---- | ------------- | --------------- |
| 1                 | Bez zmian | 9  | Kimi Räikkönen       | McLaren-Mercedes  | M     | 66   | 1h27:41.921   |                 |
| 2                 | 1         | 5  | Fernando Alonso      | Renault           | M     | 66   | +0:27.652     |                 |
| 3                 | 2         | 16 | Jarno Trulli         | Toyota            | M     | 66   | +0:45.947     |                 |
| 4                 | Bez zmian | 17 | Ralf Schumacher      | Toyota            | M     | 66   | +0:46.719     |                 |
| 5                 | 1         | 6  | Giancarlo Fisichella | Renault           | M     | 66   | +0:57.936     |                 |
| 6                 | 4         | 7  | Mark Webber          | Williams-BMW      | M     | 66   | +1:08.542     |                 |
| 7                 | Bez zmian | 10 | Juan Pablo Montoya   | McLaren-Mercedes  | M     | 65   | +1 okr.       |                 |
| 8                 | 1         | 14 | David Coulthard      | Red Bull-Cosworth | M     | 65   | +1 okr.       |                 |
| 9                 | 7         | 2  | Rubens Barrichello   | Ferrari           | B     | 65   | +1 okr.       |                 |
| 10                | 7         | 8  | Nick Heidfeld        | Williams-BMW      | M     | 65   | +1 okr.       |                 |
| 11                | 1         | 11 | Felipe Massa         | Sauber-Petronas   | M     | 63   | +3 okr.       | obręcz koła     |
| 12                | 6         | 18 | Tiago Monteiro       | Jordan-Toyota     | B     | 63   | +3 okr.       |                 |
| 13                | Bez zmian | 19 | Narain Karthikeyan   | Jordan-Toyota     | B     | 63   | +3 okr.       |                 |
| Niesklasyfikowani |           |    |                      |                   |       |      |               |                 |
|                   |           | 12 | Jacques Villeneuve   | Sauber-Petronas   | M     | 51   |               | silnik          |
|                   |           | 1  | Michael Schumacher   | Ferrari           | B     | 46   |               | przebita opona  |
|                   |           | 20 | Christijan Albers    | Minardi-Cosworth  | B     | 19   |               | skrzynia biegów |
|                   |           | 21 | Patrick Friesacher   | Minardi-Cosworth  | B     | 11   |               | wypadł z toru   |
|                   |           | 15 | Vitantonio Liuzzi    | Red Bull-Cosworth | M     | 9    |               | wypadł z toru   |
| P                 | + / –     | Nr | Kierowca             | Konstruktor       | Opony | Okr. | Czas / Strata | Komentarz       |

## Klasyfikacja po wyścigu

### Kierowcy
| P  | +/- | Imię i nazwisko      | Kraj            | Stajnia           | PKT | 1 miejsca | 2 miejsca | 3 miejsca | P. pos |
| -- | --- | -------------------- | --------------- | ----------------- | --- | --------- | --------- | --------- | ------ |
| 1  | 0   | Fernando Alonso      | Hiszpania       | Renault           | 44  | 3         | 1         | 1         | 2      |
| 2  | 0   | Jarno Trulli         | Włochy          | Toyota            | 26  | 0         | 2         | 1         | 0      |
| 3  | +8  | Kimi Räikkönen       | Finlandia       | McLaren-Mercedes  | 17  | 1         | 0         | 1         | 2      |
| 4  | -1  | Giancarlo Fisichella | Włochy          | Renault           | 14  | 1         | 0         | 0         | 1      |
| 5  | +1  | Ralf Schumacher      | Niemcy          | Toyota            | 14  | 0         | 0         | 0         | 0      |
| 6  | -1  | Mark Webber          | Australia       | Williams-BMW      | 12  | 0         | 0         | 0         | 0      |
| 7  | -4  | Michael Schumacher   | Niemcy          | Ferrari           | 10  | 0         | 1         | 0         | 0      |
| 8  | +2  | Juan Pablo Montoya   | Kolumbia        | McLaren-Mercedes  | 10  | 0         | 0         | 0         | 0      |
| 9  | -2  | David Coulthard      | Wielka Brytania | Red Bull-Cosworth | 10  | 0         | 0         | 0         | 0      |
| 10 | -5  | Nick Heidfeld        | Niemcy          | Williams-BMW      | 9   | 0         | 0         | 1         | 0      |
| 11 | -2  | Rubens Barrichello   | Brazylia        | Ferrari           | 8   | 0         | 1         | 0         | 0      |
| 12 | 0   | Alexander Wurz       | Austria         | McLaren-Mercedes  | 6   | 0         | 0         | 1         | 0      |
| 13 | 0   | Jacques Villeneuve   | Kanada          | Sauber-Petronas   | 5   | 0         | 0         | 0         | 0      |
| 14 | 0   | Pedro de la Rosa     | Hiszpania       | McLaren-Mercedes  | 4   | 0         | 0         | 0         | 0      |
| 15 | 0   | Christian Klien      | Austria         | Red Bull-Cosworth | 3   | 0         | 0         | 0         | 0      |
| 16 | 0   | Felipe Massa         | Brazylia        | Sauber-Petronas   | 2   | 0         | 0         | 0         | 0      |
| 17 | 0   | Vitantonio Liuzzi    | Włochy          | Red Bull-Cosworth | 1   | 0         | 0         | 0         | 0      |

### Konstruktorzy
| P | +/- | Nazwa stajni             | PKT | 1 miejsca | 2 miejsca | 3 miejsca |
| - | --- | ------------------------ | --- | --------- | --------- | --------- |
| 1 | 0   | Renault                  | 58  | 4         | 1         | 1         |
| 2 | 0   | Toyota                   | 40  | 0         | 2         | 1         |
| 3 | 0   | McLaren-Mercedes         | 37  | 1         | 0         | 2         |
| 4 | +1  | Williams-BMW             | 21  | 0         | 0         | 1         |
| 5 | -1  | Ferrari                  | 18  | 0         | 2         | 0         |
| 6 | 0   | Red Bull Racing-Cosworth | 14  | 0         | 0         | 0         |
| 7 | 0   | Sauber-Petronas          | 7   | 0         | 0         | 0         |